# Stenopsyche kodaikanalensis
Stenopsyche kodaikanalensis is een schietmot uit de
familie Stenopsychidae. De soort komt voor in het Oriëntaals gebied.